# HD98789
HD98789 — хімічно пекулярна зоря спектрального класу
A1 й має видиму зоряну величину в смузі V приблизно 10,5.